# Junioreuropamästerskapet i ishockey 1981
Junioreuropamästerskapet i ishockey 1981 var 1981 års upplaga av turneringen.

## Grupp A
Spelades i Minsk, Vitryska SSR, Sovjetunionen under perioden 2-8 april 1981.

### Första omgången
grupp 1
| Lag                | Tjeckoslovakien | Sverige | Schweiz | Polen | gjorda mål/insläppta mål | poäng |
| ------------------ | --------------- | ------- | ------- | ----- | ------------------------ | ----- |
| 1. Tjeckoslovakien | —               | 4-4     | 13-0    | 21-0  | 38-04                    | 5     |
| 2. Sverige         | 4-4             | —       | 9-2     | 20-3  | 33-09                    | 5     |
| 3. Schweiz         | 0-13            | 2-9     | —       | 7-2   | 09-24                    | 2     |
| 4. Polen           | 0-21            | 3-20    | 2-7     | —     | 05-48                    | 0     |

grupp 2
| Lag              | Sovjetunionen | Finland | Västtyskland | Österrike | gjorda mål/insläppta mål | poäng |
| ---------------- | ------------- | ------- | ------------ | --------- | ------------------------ | ----- |
| 1. Sovjetunionen | —             | 9-2     | 17-2         | 17-0      | 43-04                    | 6     |
| 2. Finland       | 2-9           | —       | 10-1         | 10-2      | 22-12                    | 4     |
| 3. Västtyskland  | 2-17          | 1-10    | —            | 2-0       | 05-27                    | 2     |
| 4. Österrike     | 0-17          | 2-10    | 0-2          | —         | 02-29                    | 0     |

### Andra omgången
Slutspelsserien
| Lag                | Sovjetunionen | Tjeckoslovakien | Sverige | Finland | gjorda mål/insläppta mål | poäng |
| ------------------ | ------------- | --------------- | ------- | ------- | ------------------------ | ----- |
| 1. Sovjetunionen   | —             | 3-3             | 10-1    | (9-2)   | 22-06                    | 5     |
| 2. Tjeckoslovakien | 3-3           | —               | (4-4)   | 4-3     | 11-10                    | 4     |
| 3. Sverige         | 1-10          | (4-4)           | —       | 5-1     | 10-15                    | 3     |
| 4. Finland         | (2-9)         | 3-4             | 1-5     | —       | 06-18                    | 0     |

Nedflyttningsserien
| Lag             | Schweiz | Polen | Västtyskland | Österrike | gjorda mål/insläppta mål | poäng |
| --------------- | ------- | ----- | ------------ | --------- | ------------------------ | ----- |
| 1. Schweiz      | —       | (7-2) | 2-2          | 7-2       | 16-06                    | 5     |
| 2. Polen        | (2-7)   | —     | 4-2          | 4-0       | 10-09                    | 4     |
| 3. Västtyskland | 2-2     | 2-4   | —            | (2-0)     | 06-06                    | 3     |
| 4. Österrike    | 2-7     | 0-4   | (0-2)        | —         | 02-13                    | 0     |

Österrike nedflyttade till 1982 års B-grupp.

## Priser och utmärkelser
- Poängkung: Oleg Znarok, Sovjetunionen och Vladimir Ruzicka, Tjeckoslovakien (16 poäng)
- Bästa målvakt: Jakob Gustavsson, Sverige
- Bästa försvarare: Antonín Stavjana, Tjeckoslovakien
- Bästa anfallare: Leonid Trukhno, Sovjetunionen

## Grupp B
Spelades i Miercurea Ciuc i Rumänien under perioden 15-21 mars 1981.

### Första omgången
grupp 1
| Lag          | Frankrike | Norge | Rumänien | Danmark | gjorda mål/insläppta mål | poäng |
| ------------ | --------- | ----- | -------- | ------- | ------------------------ | ----- |
| 1. Frankrike | —         | 4-2   | 4-3      | 11-4    | 19-09                    | 6     |
| 2. Norge     | 2-4       | —     | 11-2     | 8-3     | 21-09                    | 4     |
| 3. Rumänien  | 3-4       | 2-11  | —        | 7-5     | 12-20                    | 2     |
| 4. Danmark   | 4-11      | 3-8   | 5-7      | —       | 12-26                    | 0     |

grupp 2
| Lag            | Jugoslavien | Italien | Bulgarien | Ungern | gjorda mål/insläppta mål | poäng |
| -------------- | ----------- | ------- | --------- | ------ | ------------------------ | ----- |
| 1. Jugoslavien | —           | 5-4     | 9-4       | 5-1    | 19-09                    | 6     |
| 2. Italien     | 4-5         | —       | 8-3       | 6-3    | 18-11                    | 4     |
| 3. Bulgarien   | 4-9         | 3-8     | —         | 13-2   | 20-19                    | 2     |
| 4. Ungern      | 1-5         | 3-6     | 2-13      | —      | 06-24                    | 0     |

### Andra omgången
Uppflyttningsserien
| Lag            | Frankrike | Norge | Jugoslavien | Italien | gjorda mål/insläppta mål | poäng |
| -------------- | --------- | ----- | ----------- | ------- | ------------------------ | ----- |
| 1. Frankrike   | —         | (4-2) | 5-2         | 4-3     | 13-07                    | 6     |
| 2. Norge       | (2-4)     | —     | 7-1         | 6-2     | 15-07                    | 4     |
| 3. Jugoslavien | 2-5       | 1-7   | —           | (5-4)   | 08-16                    | 2     |
| 4. Italien     | 3-4       | 2-6   | (4-5)       | —       | 09-15                    | 0     |

Nedflyttningsserien
| Lag          | Rumänien | Danmark | Bulgarien | Ungern | gjorda mål/insläppta mål | poäng |
| ------------ | -------- | ------- | --------- | ------ | ------------------------ | ----- |
| 1. Rumänien  | —        | (7-5)   | 11-0      | 12-3   | 30-08                    | 6     |
| 2. Danmark   | (5-7)    | —       | 7-2       | 25-1   | 37-10                    | 4     |
| 3. Bulgarien | 0-11     | 2-7     | —         | (13-2) | 15-20                    | 2     |
| 4. Ungern    | 3-12     | 1-25    | (2-13)    | —      | 06-50                    | 0     |

Frankrike was promoted to Group A, and Ungern was demoted to group C, for 1982.

## Grupp C
Spelades i Belgien och Nederländerna under perioden 19-24 mars 1981.
| Lag               | Nederländerna | Storbritannien | Belgien  | gjorda mål/insläppta mål | poäng |
| ----------------- | ------------- | -------------- | -------- | ------------------------ | ----- |
| 1. Nederländerna  | —             | 13-1           | 9-1 14-2 | 49-05                    | 8     |
| 2. Storbritannien | 1-13          | —              | 9-1 4-4  | 15-31                    | 3     |
| 3. Belgien        | 1-9 2-14      | 1-9 4-4        | —        | 08-36                    | 1     |

Nederländerna uppflyttade till 1982 års B-grupp.

### Fotnoter
1. ↑  ”Championnat d'Europe 1981 des moins de 18 ans” (på franska). Hockeyarchives. 12 mars 1981. http://www.passionhockey.com/hockeyarchives/U-18_1981.htm. Läst 29 november 2014.